# 킬리쿠라
킬리쿠라(스페인어: Quilicura)는 칠레 산티아고 수도주 산티아고 현의 코무나이다.